# Leptochilus regulus
Leptochilus regulus (лат.) — вид одиночных ос из семейства Vespidae.

## Распространение
Палеарктика. Юго-восточная Европа (от Испании и Греции до юга России).
Северная Африка, Турция.
В России отмечены на юге европейской части России, на Северном Кавказе (Краснодарский край). Также: Кавказ, Крым, Кипр, Иордания, Иран, Сирия, Туркмения.

## Описание
Мелкие одиночные осы, длина тела 5—8 мм. Окраска тела варьирует, в основном чёрная с жёлтыми отметинами. Наличник густо пунктирован. Второй тергит с грубыми насечками на вершинной кайме. Усики самок 12-члениковые, у самцов — 13-члениковые. В брюшке 6 тергитов у самок и 7 у самцов. Для кормления своих личинок добывают в качестве провизии гусениц бабочек и личинок жуков. Гнездятся в  стеблях тростника Phragmites australis.

## Таксономия
Вид включён в состав подрода Neoleptochilus. Выделяют следующие подвиды:
- Leptochilus regulus regulus  (de Saussure)
- Leptochilus regulus gallicus  (de Saussure)
- Leptochilus regulus perforatus  (Dusmet)